# Paglat
Paglat es un municipio filipino de quinta  categoría, situado al sur de la isla de Mindanao. Forma parte de  la provincia de Maguindánao situada en la Región Autónoma del Mindanao Musulmán también denominada RAMM.
Para las elecciones está encuadrado en el Segundo Distrito Electoral de esta provincia.

## Geografía
Situado a 126 kilómetros al oeste de la ciudad de Dávao.

### Barrios
El municipio  de Paglat se divide, a los efectos administrativos, en 8 barangayes o barrios, conforme a la siguiente relación:
| - Campo - Damakling | - Damalusay - Kakal | - Paglat - Idtig Alto | - Tual - Salam |  |

## Historia

### Influencia española
Este territorio fue parte de la Capitanía General de Filipinas (1520-1898).
Hacia 1696 el capitán Rodríguez de Figueroa obtiene del gobierno español el derecho exclusivo de colonizar Mindanao.
El 1 de febrero de este año parte de Iloilo alcanzando la desembocadura del Río Grande de Mindanao, en lo que hoy se conoce como la ciudad de Cotabato.

### Ocupación estadounidense
En 1903, al comienzo de la ocupación estadounidense de Filipinas Cotabato forma parte de la nueva provincia del Moro. En septiembre de 1914 se crea el Departamento de Mindanao y Sulú, una de sus provincias es Cotabato siendo  Buldun es uno de sus distritos municipales.
El 9 de abril de 1936 el distrito municipal de  Buluán, pasa a convertirse en municipio.

### Independencia
De su término fueron segregándose los siguientes municipios, a saber:
El 3 de agosto de 1951 Tacurong, hoy en la provincia de Sultan Kudarat.
El 6 de agosto de 1961 Columbio, hoy en la provincia de Sultan Kudarat.
El 8 de mayo de 1967 Lutayán, hoy en la provincia de Sultan Kudarat.
El 22 de noviembre de 1972   Presidente Quirino, que pasa a formar parte de la  provincia de Sultán Kudarat.
El 7 de abril de 1991 General S. K. Pendatun.

### Autonomía
El municipio de Paglat fue creado el 19 de julio de 2001, agrupando cuatro barrios y cuatro este sitios del municipio  General Salipada K. Pendatun.
Forma parte de la Alianza de Municipios de Liguasánn del Sur Southern Liguasan Alliance of Municipalities (SLAM), integrada por los municipios de Datu Paglas, Paglat, General Salipada K. Pendatun, y Sultan sa Barongis, todos de la provincia de Maguindánao.